# Francisco Hernando Bocos
Francisco María Hernando Bocos más conocido como Padre Bocos (San Esteban de Gormaz, c. 1850-Madrid, 11 de diciembre de 1910) fue un sacerdote español y periodista carlista. 
Fue cura párroco de San Lorenzo y abad del cabildo de párrocos de Madrid. Alcanzó gran popularidad, entre otras cosas, por la organización de una gran peregrinación católica al Cerro de los Ángeles en 1910.

## Biografía
Era seminarista cuando estalló la Revolución de 1868, tras la cual se vio obligado a abandonar el seminario y se adhirió al carlismo. Durante la tercera guerra carlista ingresó como cadete en el batallón de cazadores de Burgos —tercero de Castilla—, y en él, después de su actuación en las batallas de Somorrostro y de brillantes exámenes, fue ascendido a alférez de Infantería, con destino al mismo batallón en que servía. En este y en otros cuerpos continuó la campaña, distinguiéndose en muchos hechos de armas.
Según el testimonio de Valle-Inclán, que conocería personalmente al padre Bocos en la casa de Juan Vázquez de Mella, de quien era gran amigo el P. Bocos, este le habría contado:

Cuando nombraron comandante general a Urbiztondo era yo sargento, y dije: «Urbiztondo es un animal, que no sabe nada. Esta gente debería nombrarme a mí». Yo conocía todos los caminos, los nombres de todos los carlistas que podían dar algo por la causa, las cosechas de todas partes, dónde estaban todos los regimientos, número de individuos, cantidad de cartuchos, clase de fusiles, rincones de emboscada, y atajo de sorpresa. Como no era más que sargento no me hicieron caso.

A la terminación de la guerra y con el empleo de capitán, entró en Francia con la división castellana, regresando a España después de varios meses de emigración. Posteriormente ingresó de nuevo en el Seminario del Burgo de Osma, en el que terminó sus estudios, ordenándose de sacerdote en 1877.
Hizo después varios cursos, fue párroco de Torrevicente (Soria), se presentó a oposiciones para la canonjía magistral de Coria, y después de ellas, en 1880, el cardenal Sancha lo nombró rector de la iglesia de Jesús en Madrid. Más tarde, el primer obispo de Madrid-Alcalá, Narciso Martínez Izquierdo, lo nombraría cura de la iglesia de Chamberí.
Según el diario El Correo Español, la parroquia de Chamberí era, por entonces, una en las que había que luchar más contra las sectas disidentes. El protestantismo se había asentado en la zona y realizaba propaganda anticatólica. El P. Bocos, hombre de temperamento enérgico, a la vez que conciliador, pero inflexible, emprendería un intenso apostolado para apartar a sus feligreses del protestantismo, logrando, según El Correo Español, «limpiar de protestantes todo el campo de su parroquial jurisdicción». Ello le valió ser llamado «el Gago madrileño».
Hizo después oposiciones a la rectoral de Toledo y a la magistral de Madrid, obteniendo una buena calificación. A comienzos de 1891, para los curatos de Madrid, el P. Bocos obtuvo la parroquia de San Lorenzo. En su iglesia realizó grandes reformas, consiguiendo levantar una torre para el templo a expensas de varias limosnas y de su esfuerzo particular.
El P. Bocos, como abad del Cabildo de Párrocos, fue el alma de la multitudinaria peregrinación al Santuario de Nuestra Señora de los Ángeles, celebrada por los católicos el 16 de octubre de 1910. El P. Bocos también fue quien dio forma y realidad al montepío para el clero de la diócesis de Madrid.
En el terreno político, permaneció hasta el final de su vida afiliado a la Comunión Tradicionalista. Tras la intentona carlista de 1900, llegó a ser detenido en Madrid.
Amigo de Juan Vázquez de Mella, solía participar en las tertulias que organizaba en su casa con otros carlistas como el clérigo Antonio Salas, Álvaro Maldonado o Fernando Galetti y políticos como Natalio Rivas Santiago.
Era colaborador asiduo del diario carlista El Correo Español, quien a su muerte se lamentó de haber perdido «uno de nuestros más grandes y queridos amigos y entusiastas colaboradores», definiéndolo como «el sacerdote ejemplar, el elocuente orador sagrado, el apóstol infatigable, el lealísimo carlista que tanto trabajó en vida por el bien de las almas y por el triunfo de la bandera de la Religión y de la Patria».
Falleció en la capital de España el 11 de diciembre de 1910, de manera casi repentina, a causa de una afección cardíaca. Sus obras de caridad fueron notables. Según Melchor Ferrer, murió «en olor de santidad».